# میشل فورست

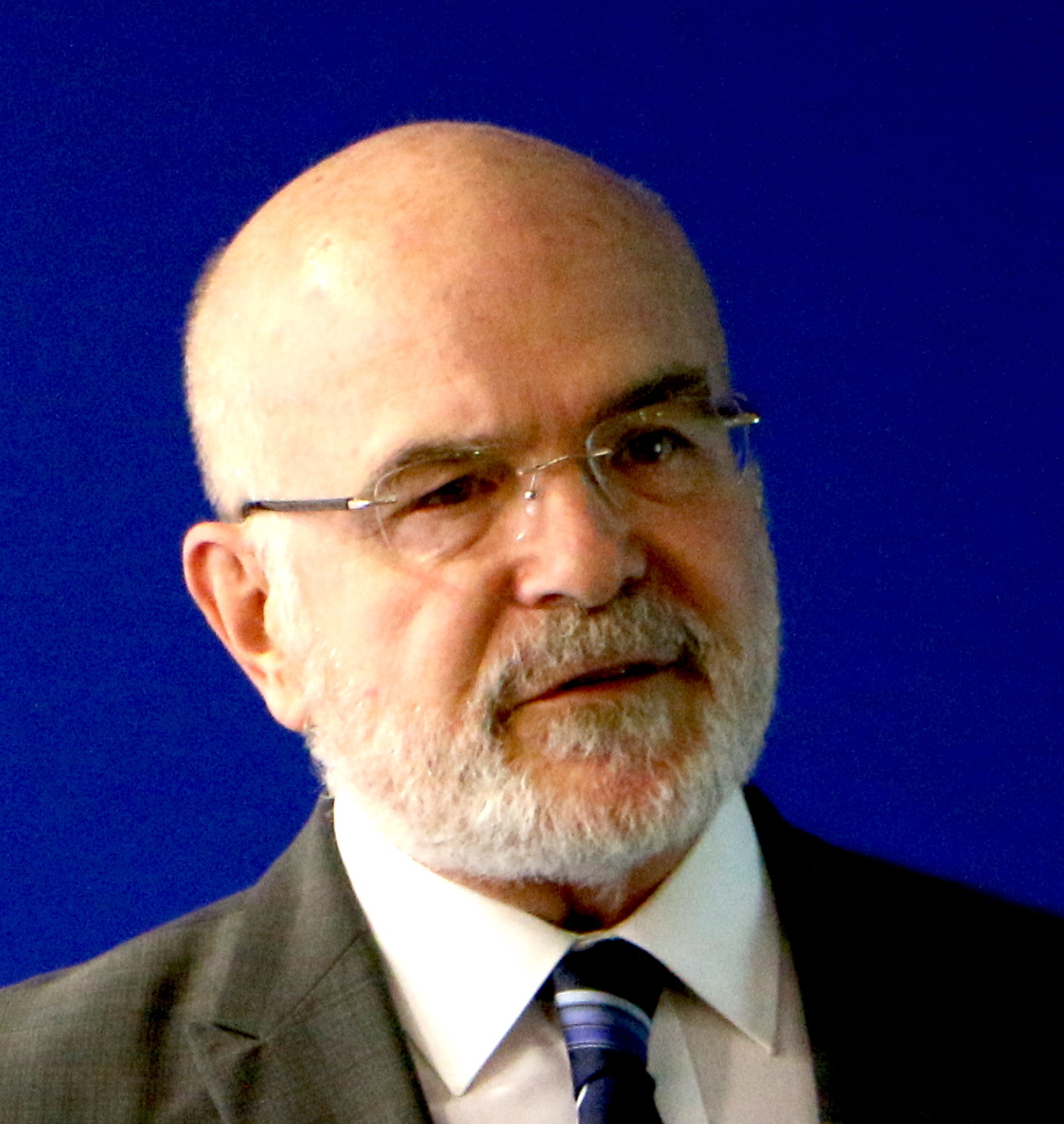
میشل فورست، آوریل ۲۰۱۶

میشل فورست (به انگلیسی: Michel Forst) گزارشگر ویژه سازمان ملل متحد در امور مدافعان حقوق بشر از سال ۲۰۱۴ است. وی همچنین دبیرکل مؤسسه حقوق بشر ملی فرانسه است.